# Mastcam-Z

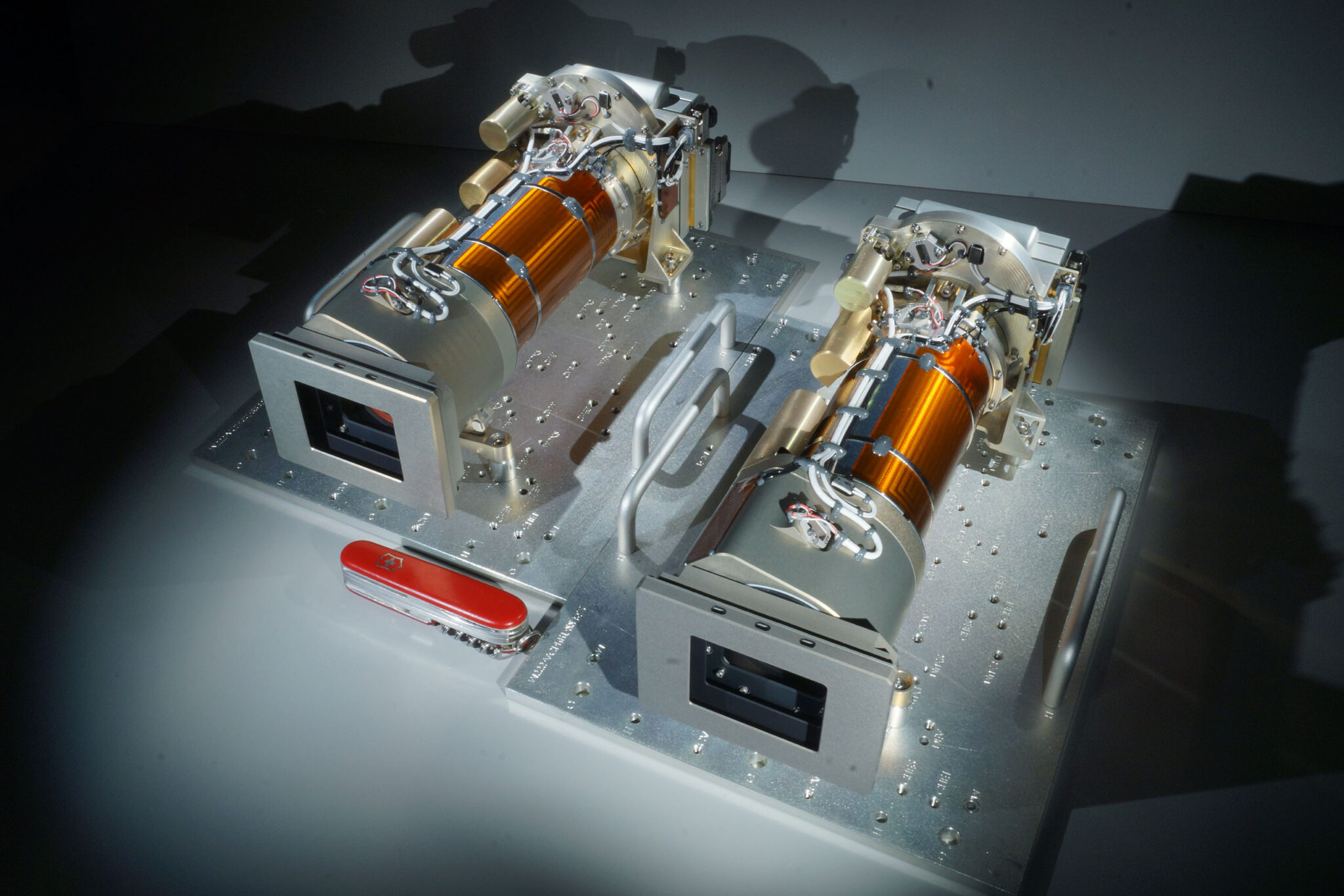
Mastcam-Zカメラ

Mastcam-Zは、マルチスペクトルの立体画像機器。NASAのパーサヴィアランスローバーの主要な科学カメラとして機能する。主任研究者はアリゾナ州立大学のジム・ベル 。この機器は、カリフォルニア州サンディエゴのマリン・スペース・サイエンス・システムズによって設計および製造された。

## 目的
科学の主な3つの目的
- ローバーフィールドサイトで、全体的な地形の地形、プロセス、および地質記録の性質（鉱物学、テクスチャ、構造、および層序）を特徴付ける。
- 現在の大気および天文学の条件、イベント、および地表と大気の相互作用とプロセスを評価する。
- ローバーナビゲーション、コンタクトサイエンス、サンプルの選択、抽出、キャッシング、およびその他の選択されたMars-2020調査の運用サポートと科学的コンテキストを提供する。

ミッションの4つの目的
- 火星の野外探査地域内で、天文学的に関連する古代の環境と地質学的多様性の証拠として選択された地質学的記録を形成および修正したプロセスを特徴づける。
- 着陸地点の地質物質について、以下の天文生物学的に関連する調査を実施する。
- 将来地球に戻る可能性があるため、サンプルのリターナブルキャッシュを組み立てる。
- 少なくとも1つの主要な戦略的知識のギャップを埋めるために大きな進歩を遂げることにより、火星の人間による探査の準備に貢献する[3]。

## 設計と機能

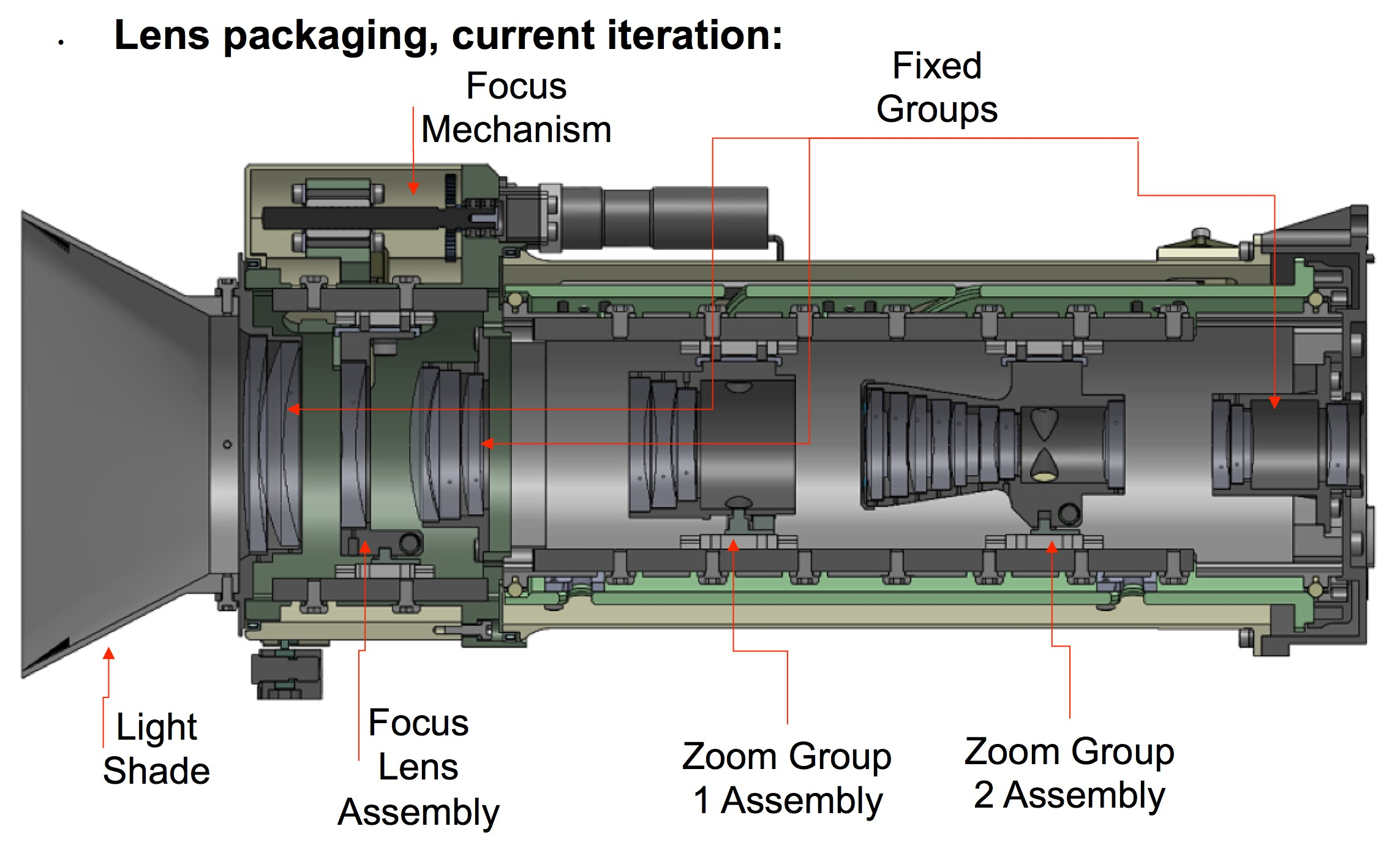
Mastcam-Zの工学図

Mastcam-Zは、パーサヴィアランスローバーのリモートセンシングマストに取り付けられた2台のズームカメラで構成される。この設計は、以前の火星探査車であるキュリオシティに提供されたMastcam機器を進化させたものである。それらは、同じ検出器、電子インターフェース、ファームウェア、および操作プロトコルを共有する。Mastcam-Zは3.6：1のズーム機能を追加、Mastcamには2つの固定焦点距離がある。各ズームカメラには、ブロードバンドの赤/緑/青（RGB）イメージングと、狭帯域の可視/近赤外線（VNIR）カラーイメージングがある。センサーは、アレイサイズが1600 x1200ピクセルのオン・セミコンダクター KAI-2020CM CCDで構成されており、視野（FOV）を約5°から約15°まで画像化できる。これは、135-400mmズームレンズが標準の35mm民生用カメラで提供する視野とほぼ同等の視野である。
Mastcam-Zチームは、約100人の科学者、エンジニア、技術者、管理者、管理者、学生で構成されており、NASAが2014年に機器を選択して以来、その多くがプロジェクトに取り組んできた。

## キャリブレーションターゲット

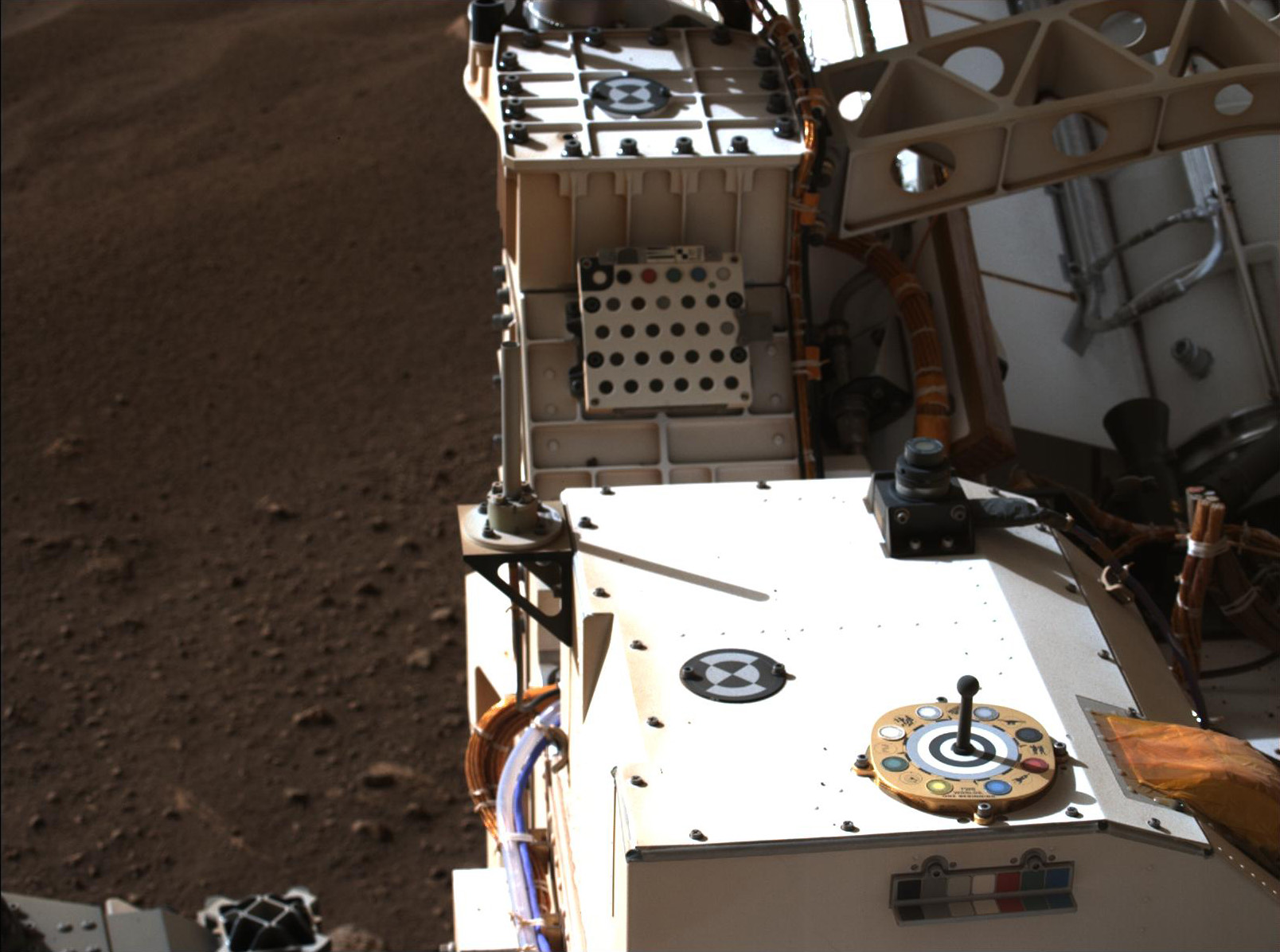
火星で見られるMastcam-Zのカラーキャリブレーションターゲット（右下）

火星表面の画像を正確に表現して分析するために、パーサヴィアランスローバーは既知の色の2つの見本を搭載している。Mastcam-Zは、これらのキャリブレーションターゲットを頻繁に画像化して、ターゲットの適切なカラーバランスと反射率特性を測定する。
主要な「caltarget」には、既知の反射率を持つセラミックグレースケールとカラーリファレンス、ほこりをはじく磁石、およびシャドウポスト（グノモン）が含まれる。各セラミックカラーディスクの間にある7つのビネットは、内太陽系と地球上の生命の進化、人物、および定型化された宇宙ロケットを表している。ビネットはMastcam-Zチームと惑星協会によって作成され、NASAによって承認された。ベースプレートには「TWOWORLDS、ONEBEGINNING」というメッセージが刻まれており、英語、北京語、ヒンディー語、スペイン語、アラビア語で書かれた次のメッセージも含まれている。
私たちは一人ですか？私たちは生命の兆候を探し、地球での研究のために火星のサンプルを集めるためにここに来ました。続く方々には、安全な旅と発見の喜びをお祈りしています。
二次カラーキャリブレーションターゲットは近くにあり、火星の大気からのほこりの収集を回避し、一次キャリブレーションターゲットとの相互相関測定を提供するために垂直に取り付けられている。

## 教育と公的支援

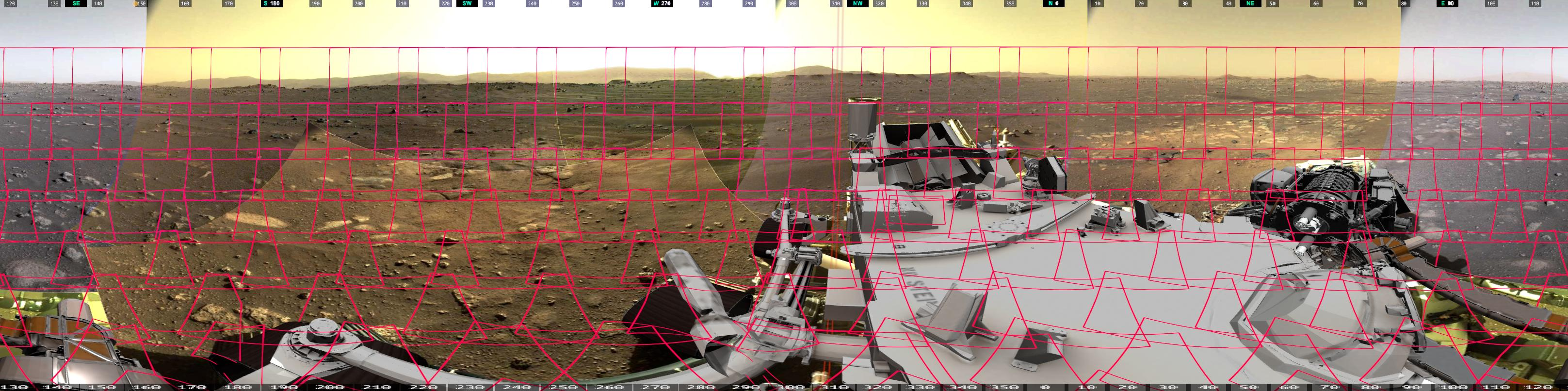
マーズパーサヴィアランスローバー-MastCam-Z-360の作成-パノラマ画像（2021年3月4日）

Mastcam-Zの科学および工学グループは、カリフォルニア州パサデナの惑星協会と協力して公教育と支援活動を提供し、すべての生のMastcam-Z画像は、地球へのダウンリンクから数分以内にWebに公開される。